# Simonésia
Simonésia is een gemeente in de Braziliaanse deelstaat Minas Gerais. De gemeente telt 17.933 inwoners (schatting 2009).

## Aangrenzende gemeenten
De gemeente grenst aan Caratinga, Ipanema, Manhuaçu, Santa Bárbara do Leste en Santana do Manhuaçu.